# Église Saint-Sauveur de Dobre Miasto
Pour les articles homonymes, voir Église Saint-Sauveur.
L'église Saint-Sauveur, ou de son appellation complète basilique collégiale Sainte-Marie-Madeleine-du-Très-Saint-Sauveur-et-de-Tous-les-Saints, est une église à Dobre Miasto (Pologne), ancienne collégiale d'un complexe gothique datant de 1357-1389, et basilique mineure depuis le 19 mai 1989.
Elle est la deuxième plus grande église de Varmie.

## Galerie

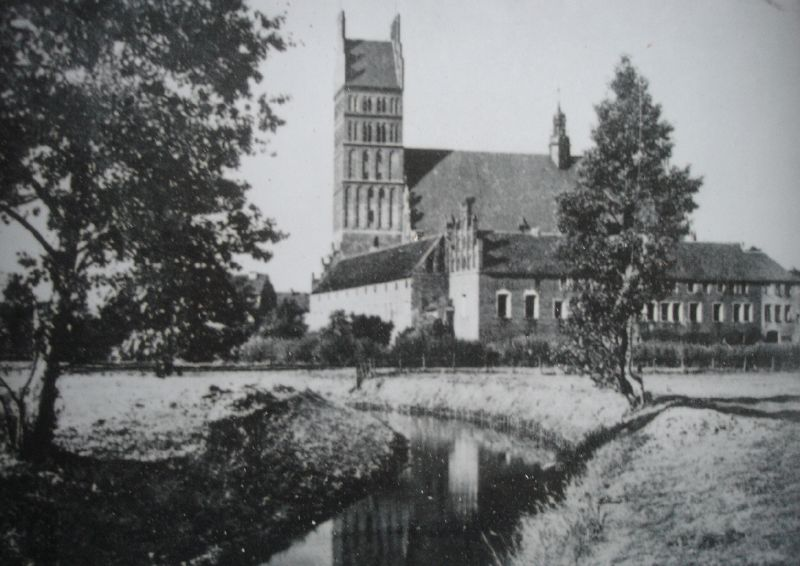
Carte postale ancienne.
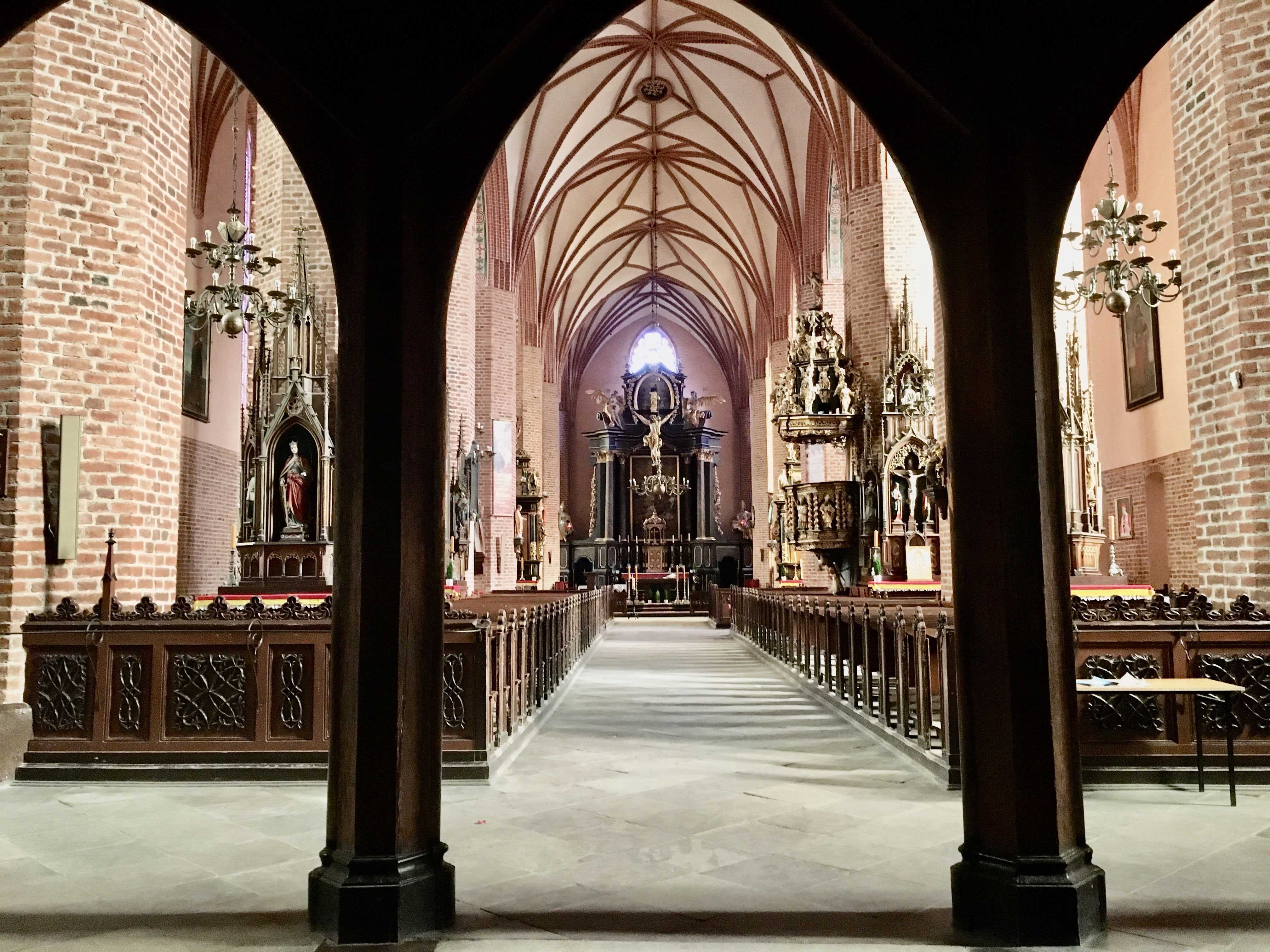
Intérieur de la basilique.
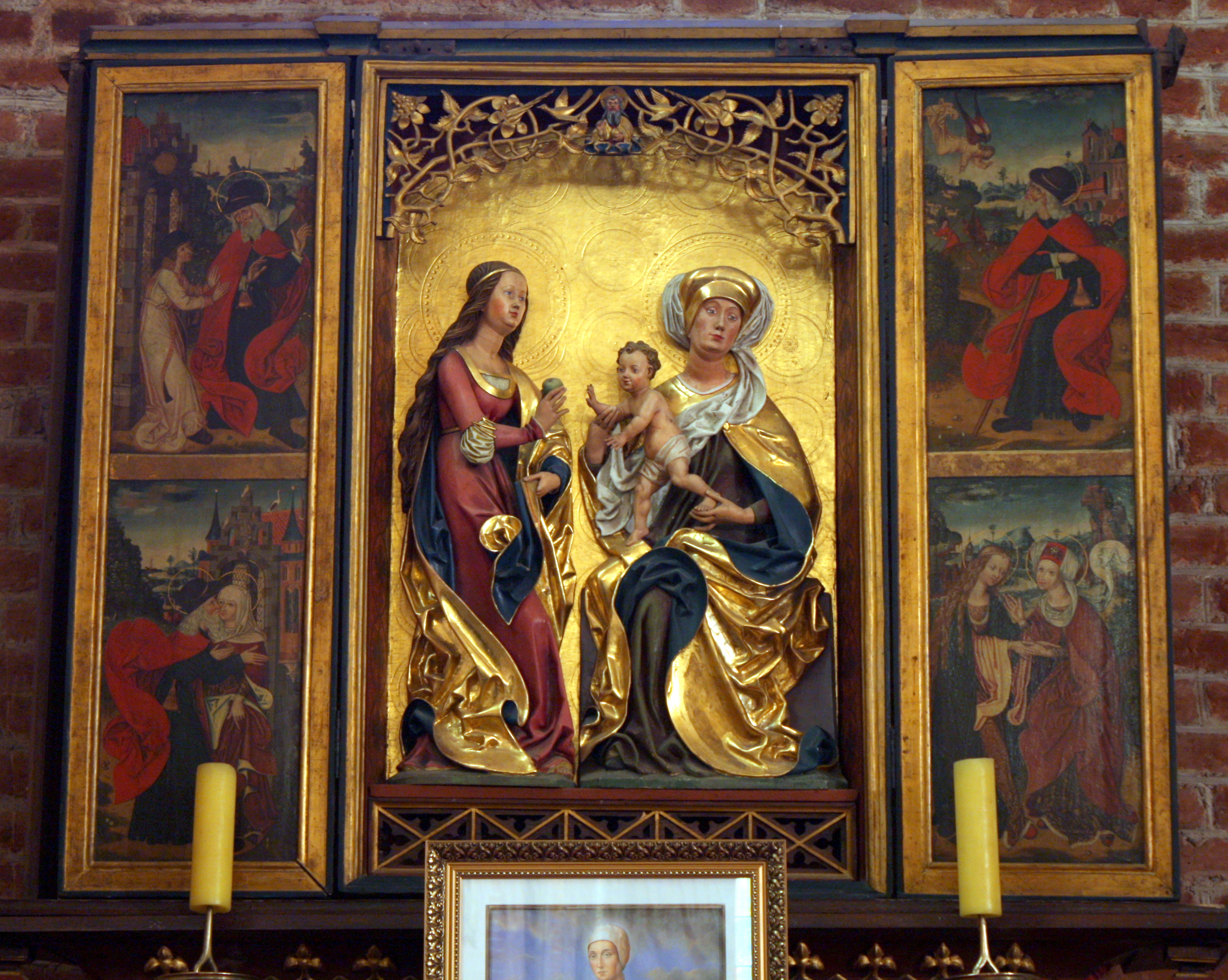
Triptyque de sainte Anne avec l'Enfant Jésus et la Vierge Marie (XVe siècle).
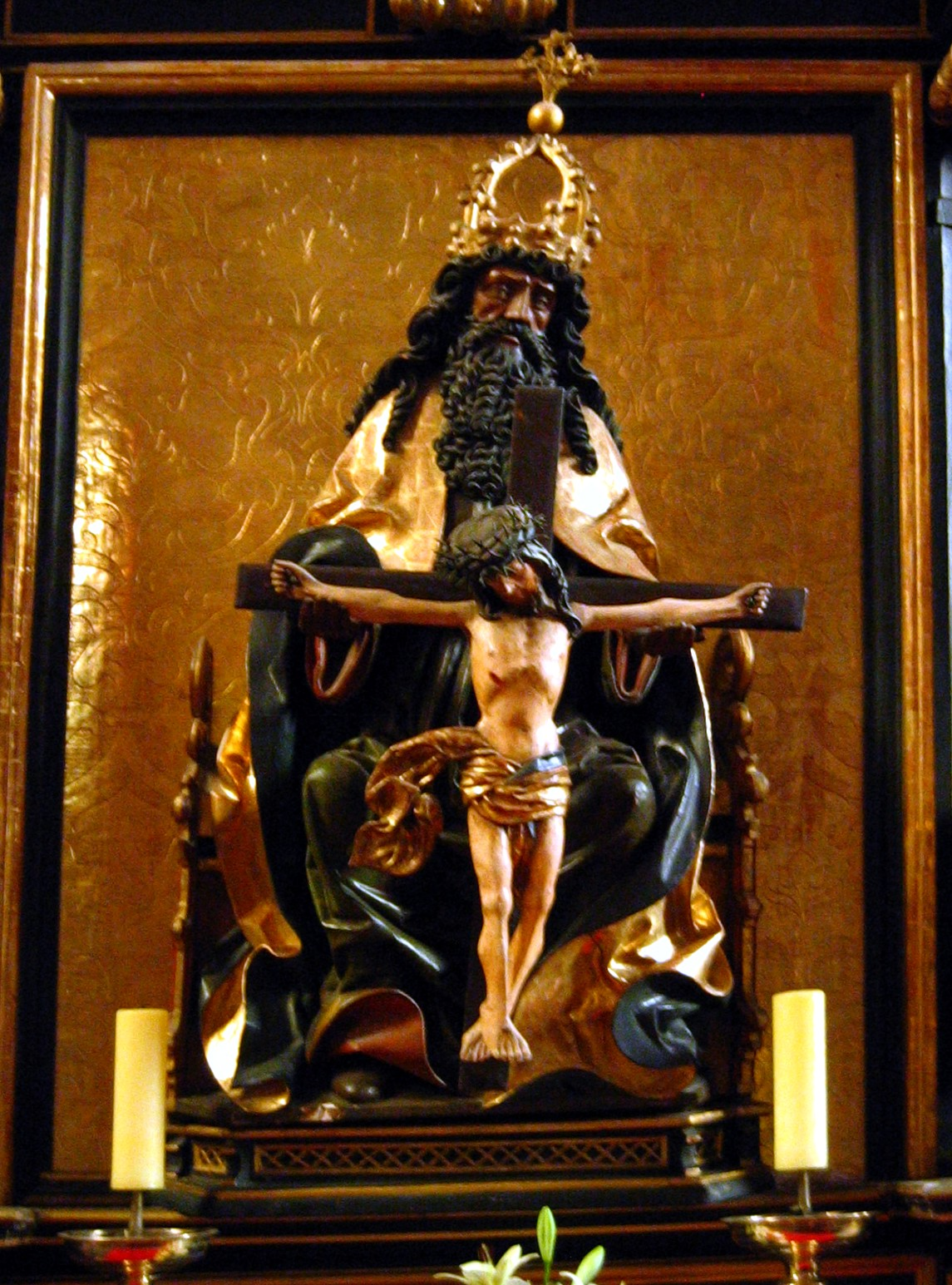
Statue de Dieu le Père soutenant la croix du Fils.